# 캘리포니아 공과대학교
캘리포니아 공과대학교(California Institute of Technology), 흔히 줄여서 칼텍(Caltech)은 미국 캘리포니아주 패서디나에 위치한 연구중심 대학이다. 칼텍은 MIT와 쌍벽을 이루는 미국 최우수 사립 공과대학으로 꼽힌다.
2022년 입학 합격률로 본 가장 입학이 어려운 학교로 하버드와 공동 1위를 기록했다.(합격률 3%) 이는 MIT(4%) 스탠포드(4%) 예일(5%) 보다 합격률이 낮은 수치다.
자연과학과 공학에 중점을 두고 소수정예 영재교육을 추구하는 칼텍은 1891년 트룹 대학이라는 이름으로 설립되어 1920년 현재의 이름을 갖게 되었다. 학부 학생 수가 천 명 정도(2008년에는 남학생 610명, 여학생 311명), 대학원 과정까지 합쳐도 그 수는 2,000명이 조금 넘는 소규모 대학이다. 학생과 교수의 비율은 3 대 1로 거의 개인 지도와 같은 교육을 실시하고 있다. 교수와 졸업생 중 노벨상 수상자가 37명 정도이며, 교수 중에도 세계적인 명성이 있는 교수가 많다.
칼텍의 편제는 크게 학부와 대학원으로 나뉜다. 전공별로는 생물학, 화학-화공학, 공학-응용과학, 지질-천체 과학, 물리-수학-천문학, 인문 사회과학 등의 여러 부문으로 나뉜다. 칼텍의 여러 분야 중 전통적으로 가장 이름난 분야는 물리학이며, 공학의 전 분야, 특히 전자 공학, 화학, 생물학, 천문학, 지구과학 등도 미국 최고 수준으로 평가되고 있다. 알베르트 아인슈타인, 칼 앤더슨, 라이너스 폴링, 리처드 파인먼 등이 이 학교에서 가르치거나 연구를 했다.
캘리포니아 공대는 "미국 상위 371개 대학" 중 학생들이 공부를 가장 열심히 하는 대학 1위에 선정되기도 했다. (미국 입시정보 제공업체 프린스턴 리뷰, 2009년 7월)

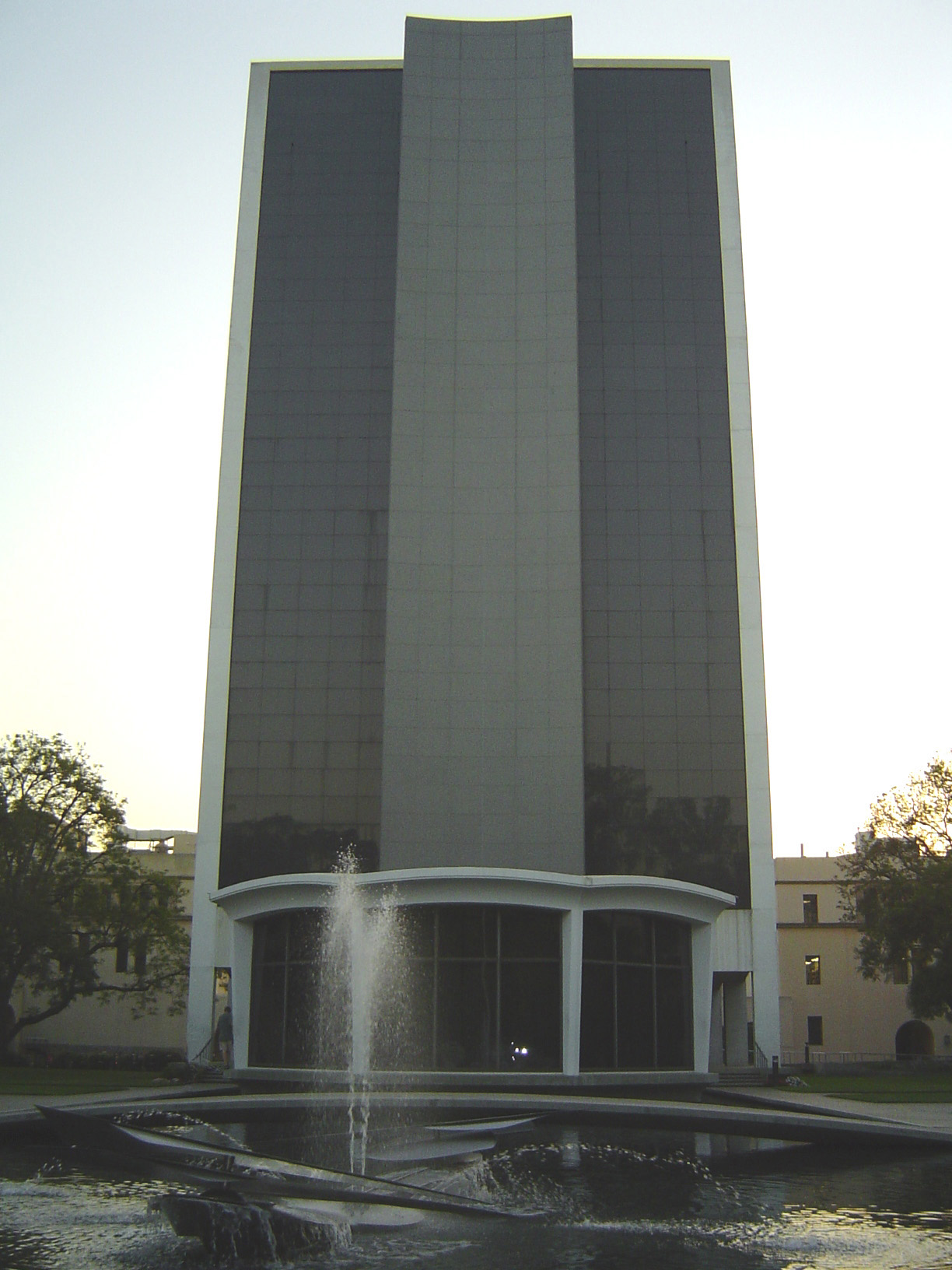
밀리컨 도서관 (Millikan Library)

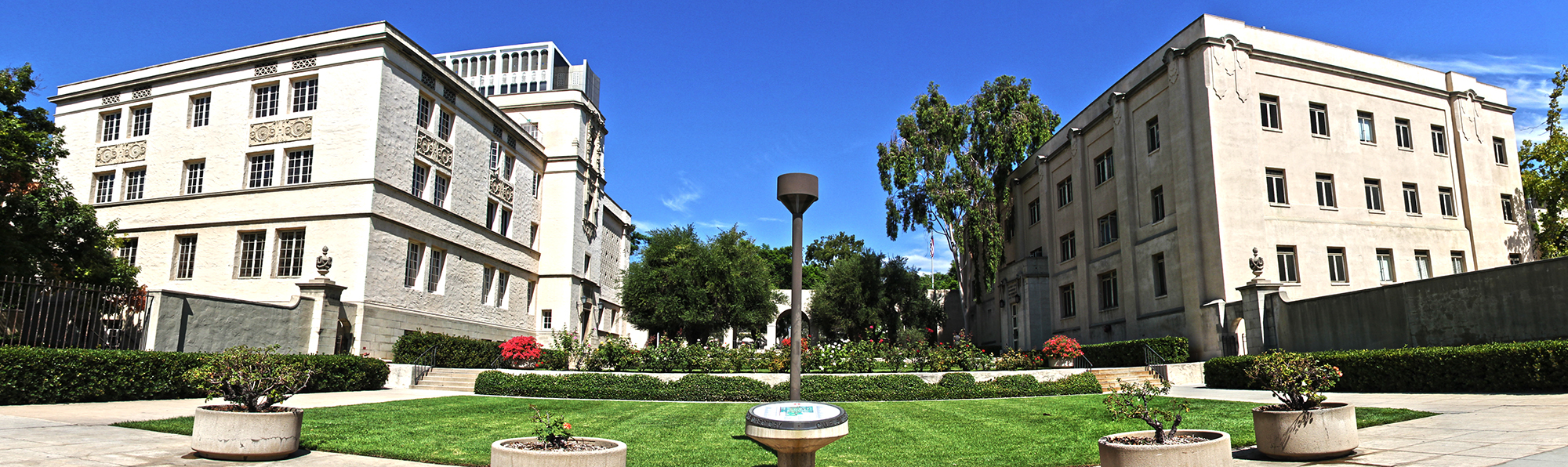
칼텍 입구

칼텍에는 동양계 학생이 많은 것이 특징이다. 미국에서 거의 모든 최상위권 대학들은 동문 자녀 지원자에게는 입학허가율을 높여주는 레가시(legacy)제도를 운영하고 있지만 칼텍은 레가시 제도를 금지하고 있다. 또한, 인종 및 민족배경에 상관없이 지원자의 능력만 보고 학생을 뽑기 때문에, 전체 학부생 중 40% 정도가 동양계라고 한다. 유학생 중에도 동양에서 온 학생들이 많다. 칼텍에는 학부생이 약 20명, 대학원생이 약 20명 등, 보통 40~50명의 한국인 학생들이 재학하고 있다. 이외에 박사 후 과정(post-doctorate)에도 약 10여 명의 한인 학자들이 학적을 두고 있다.
학부생은 약 75% 이상이 각종 학비 지원 혜택을 받고 있으며, 대학원은 분야에 따라 정도는 다르나, RA(연구조교), TA(교육 조교) 등을 통해 대부분 학생들이 도움을 받고 있다. 칼텍은 2009학년도에 학생의 가정형편에 따라 주는 장학금 비율을 확대한다고 한다.

## 역사
1891년 캘리포니아주 패서디나라고 하는 마을에는, 설립자인 지역 사업가이자 정치가인 애모스 트룹(Amos G. Throop)의 이름을 따서 트룹대학교(Throop University)로 동네 사람들에게 수공예와 각종 기술들을 가르치는 기술학교가 세워졌다. 다시 트룹공예기술대학(Throop Polytechnic Institute)로 개명하였다가, 1921년도부터는 일반적으로 칼텍(Caltech)으로 불리는 캘리포니아 공과대학교(California Institute of Technology)로 새롭게 탄생하였다. 그 후 오늘날까지 사용되고 있다.
노만 브리지(Norman Bridge) 박사와 조지 엘러리 헤일(George Ellery Hale) 박사 등 대학 이사회를 운영하였던 6명의 선각자들은 헌신과 자신의 재산, 시간 모두를 헌납하여 세계적인 과학자들과 연구자들의 결정체인 공과대학으로 새로 탄생할 수 있게 했다.

## 캠퍼스

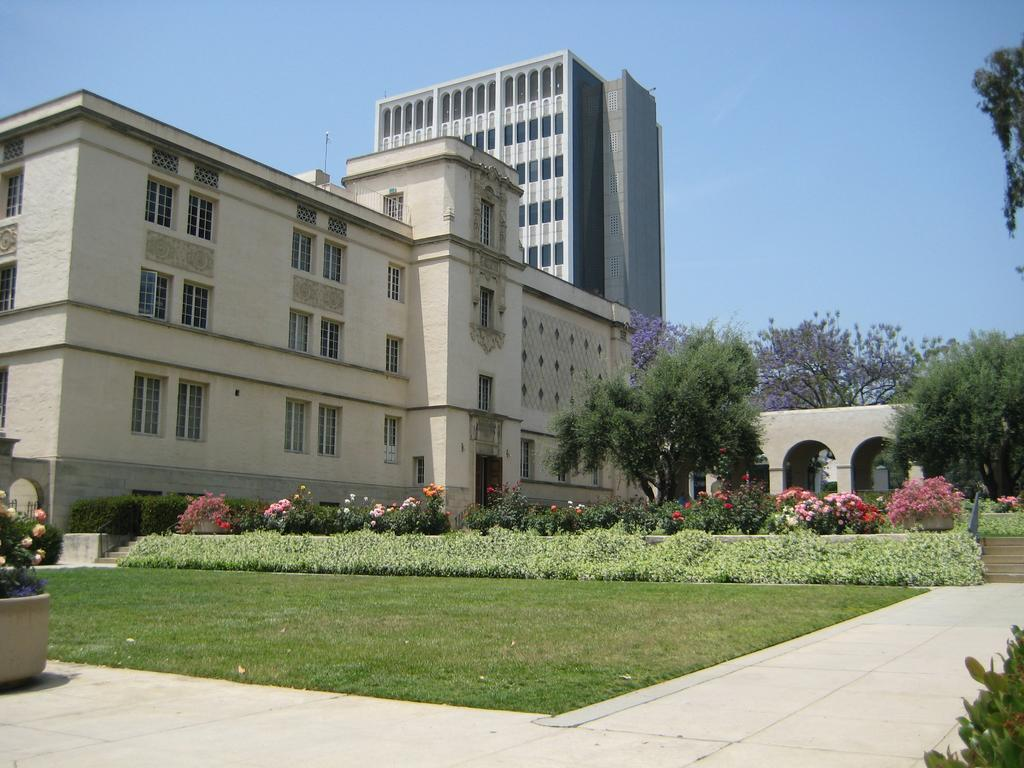
브리지 연구실 (Bridge Laboratory)

캘리포니아주 샌 가브리엘 산맥(The San Gabriel Mountains) 기슭에 위치하고 있으며, LA 시빅 센터(LA Civic Center)에서 북동쪽으로 10마일 떨어진, 인구 136,000명의 소도시인 패서디나시에 칼텍 캠퍼스 자리 잡고 있다. 대표적인 부속연구소로는 제트추진연구소(JPL), 벡크먼 연구소(Beckman Institute), 밀리컨 도서관(Milikan Library) 등을 들 수 있다. 또한, 캠퍼스 중앙 9층 건물로 자리한 밀리컨 도서관은 캘텍 지진연구소의
연구자료용 건물로 이 안에서는 가장 세미한 지진에도 (규모 2.0) 움직임을 느낄 수 있으면서도 규모 9.0의 강진에도 버틸 수 있도록 설계되었다. 화성탐험의 주역인 JPL이라고 불리는 제트추진연구소는 연방항공우주국 NASA 산하에 있는 기관이다.
20세기 초에 칼텍은 여러 대학을 방문하여 학부 기숙사의 모형을 그대로 도입하였다. 학부생들이 거주하는 기숙사는 8개 하우스(House)로 구성되어 있다. 1930년대에 건립된 4개의 남쪽 기숙사인 블랙커(Blacker), 대브니(Dabney), 플레밍(fleming) 그리고 리케츠(Ricketts)가 있다. 1960년대에 로이드(Lloyd), 페이지(Page), 그리고 루독(Ruddock)이라는 이름의 3개의 북쪽 기숙사가 추가로 건립되었다. 1990년대에는 에이버리(Avery House)가 추가로 건립되었다. 각 기숙사에는 평균 65명에서 100명 단위의 1학년생부터 4학년생들이 함께 어울려 생활하며 각 건물마다 레지던스 어드바이저(Residence Adviser)라고 하는 사감들이 함께 건물 내에 생활하며 학생들의 부모의 역할을 하고 있다.

## 교육 및 연구

### 학부 입학 현황
2018년 졸업예정으로 2014년 가을에 입학하는 신입생의 경우 지원자 6,524명 중 8.11%인 529명이 합격했다. 2008년 가을에 입학한 신입생들의 평균 대학수학능력시험 SAT 성적은 2170 - 2310이었고, 신입생들 중 98%가 출신 고등학교 성적 상위 10%였다고 한다.

### 각종 평가
칼텍은 2011년부터 2015년까지 영국 타임스 고등교육 세계 대학 평가에서 5년 연속 세계 1위로 선정되었으며, 2020년 타임스 고등교육 세계 대학 평가에서 세계 2위, 2021년 영국 QS 세계 대학 순위에서 세계 4위, 2014년 비즈니스 인사이더 세계 공대 순위에서 세계 1위,, 2018년 《U.S. 뉴스 & 월드 리포트》 세계 대학 순위에서 세계 6위, 2014년 중국 세계 대학 학술 순위에서 세계 7위로 선정되었다.
세계경제포럼이 선정한 세계 최상위 26개 대학 중 하나이다.

## 동문

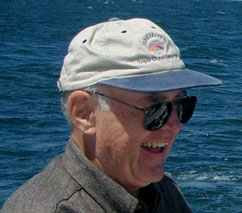
고든 무어 (Ph.D. 1954)

총 38명의 노벨상 수상자들이 학생이나 교수로 칼텍을 거쳐 갔으며 18명의 노벨상, 6명의 튜링상, 1명의 필즈상 수상자들이 칼텍을 졸업했다. 대표적으로 노벨 물리학상을 수상한 칼 데이비드 앤더슨, 제임스 레인워터, 더글러스 오셔로프와 윌리엄 쇼클리, 노벨 화학상 수상자 에드윈 맥밀런, 노벨 경제학상 수상자 버넌 스미스, 필즈상 수상 수학자 스타니슬라프 스미르노프, 튜링상을 수상한 컴퓨터 과학자 존 매카시, 컴퓨터 과학자 도널드 커누스, 행성과학 제창자 중 한사람인 유진 슈메이커, 맨해튼 계획에 참여한 물리학자 데이비드 봄, 그리고 인텔 공동창립자이자 무어의 법칙을 만든 고든 무어, 경제학자 로버트 배로가 칼텍 출신이다.

## 대중문화 속 칼텍
+ 《인터스텔라》(영화, 2014)
+ 《마션》(영화, 2015)
+ 《트론》(영화, 2010)
- 《빅뱅 이론》 (미국 시트콤, 2007-)

+ 《브레이킹배드》(미국 드라마, 2012-2013)
+ 《넘버스》(미국 드라마, 2009-2010)

## 갤러리

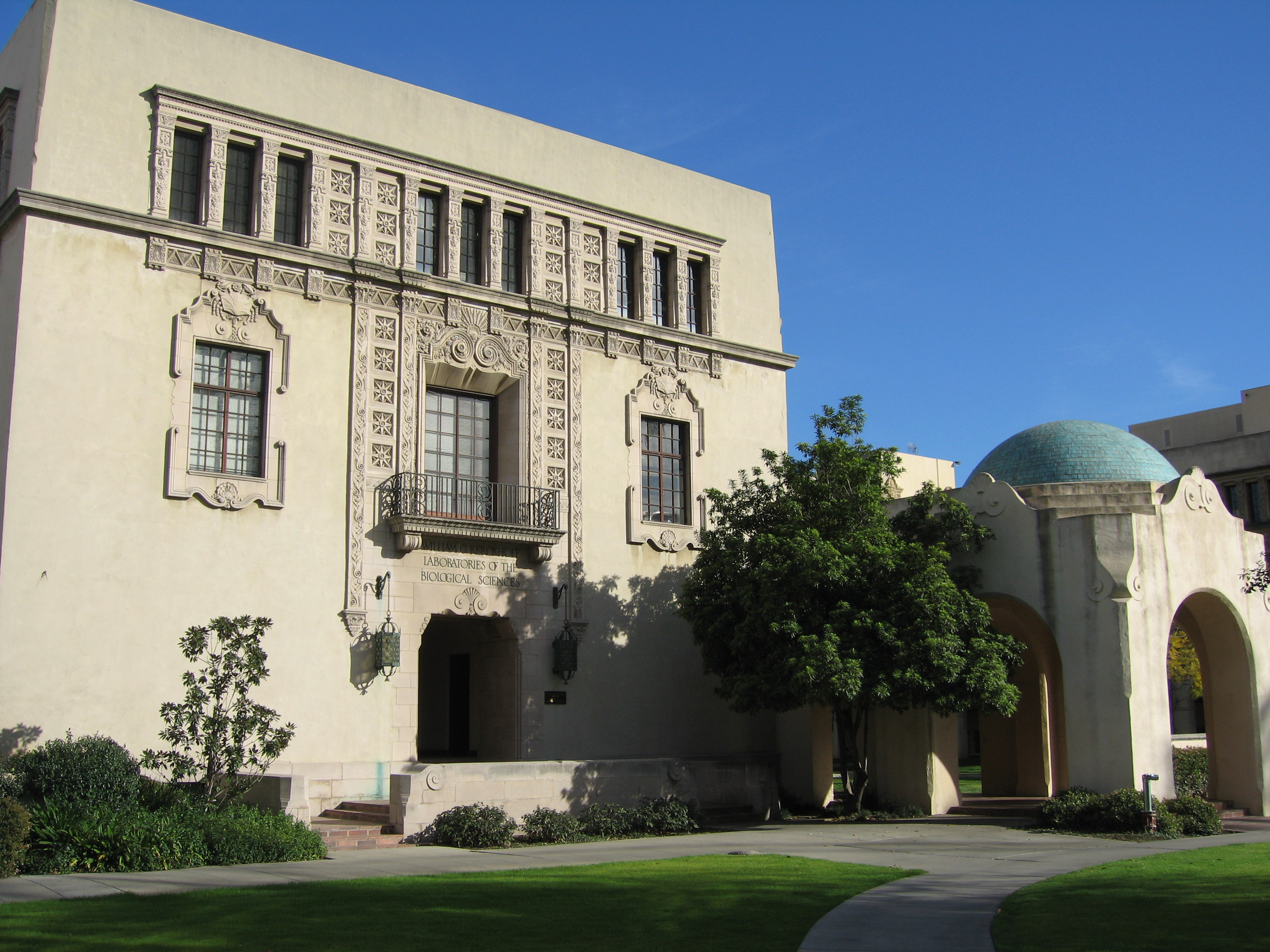
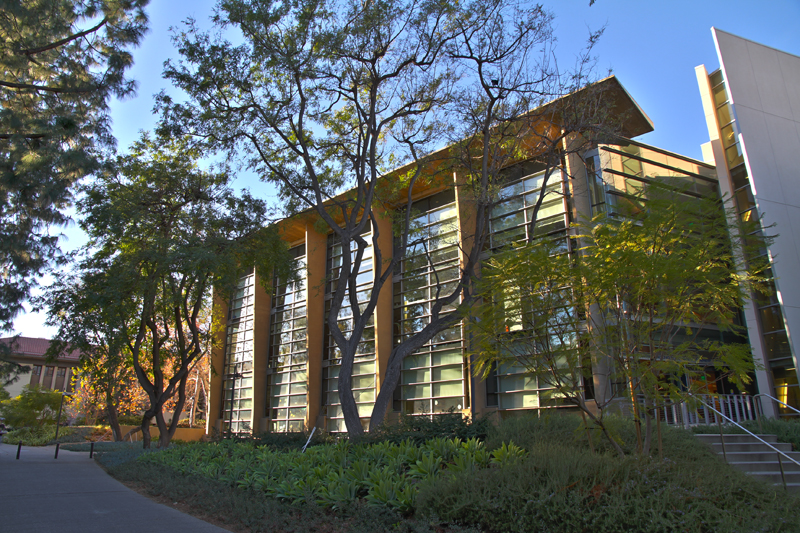
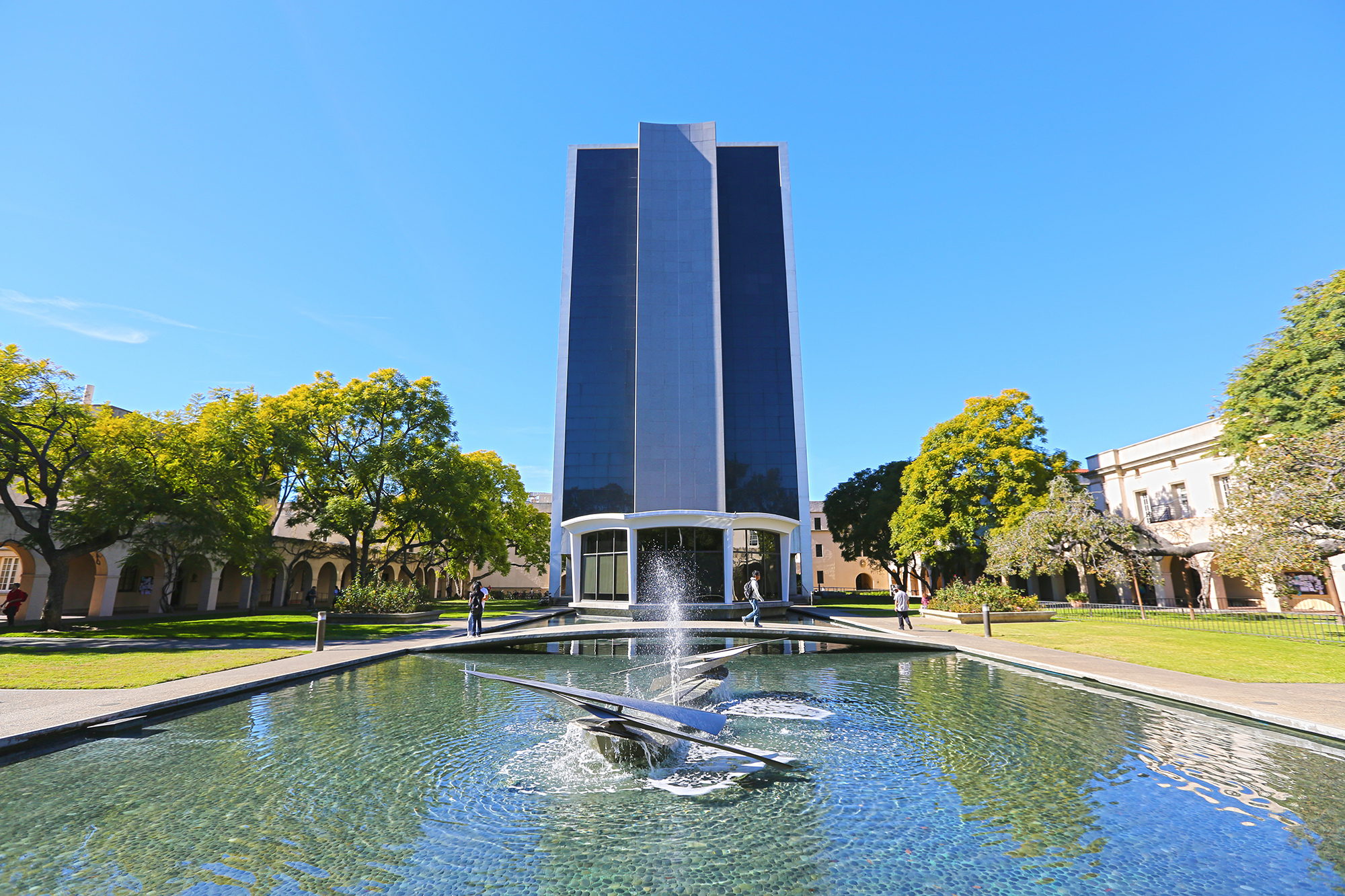
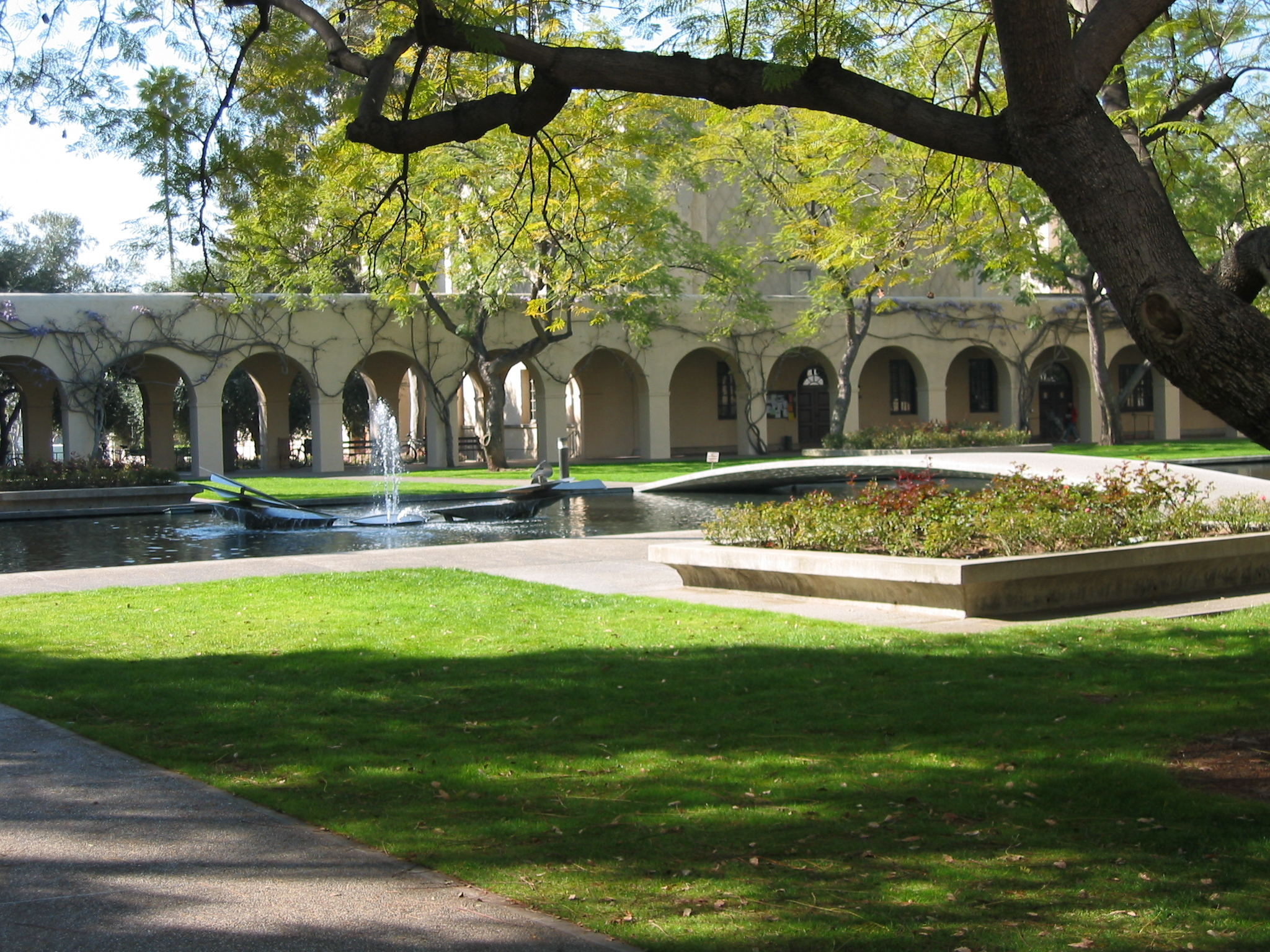
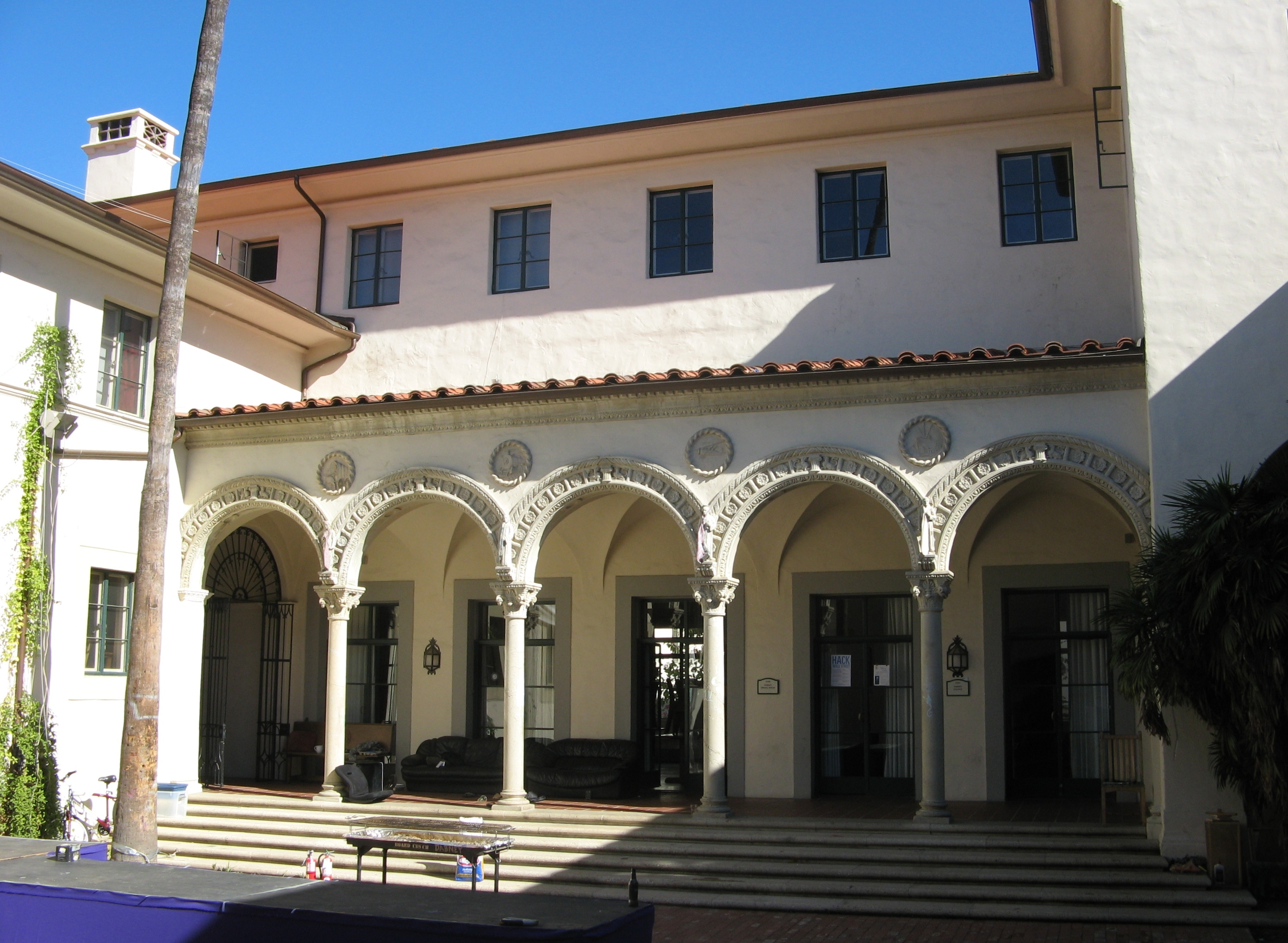
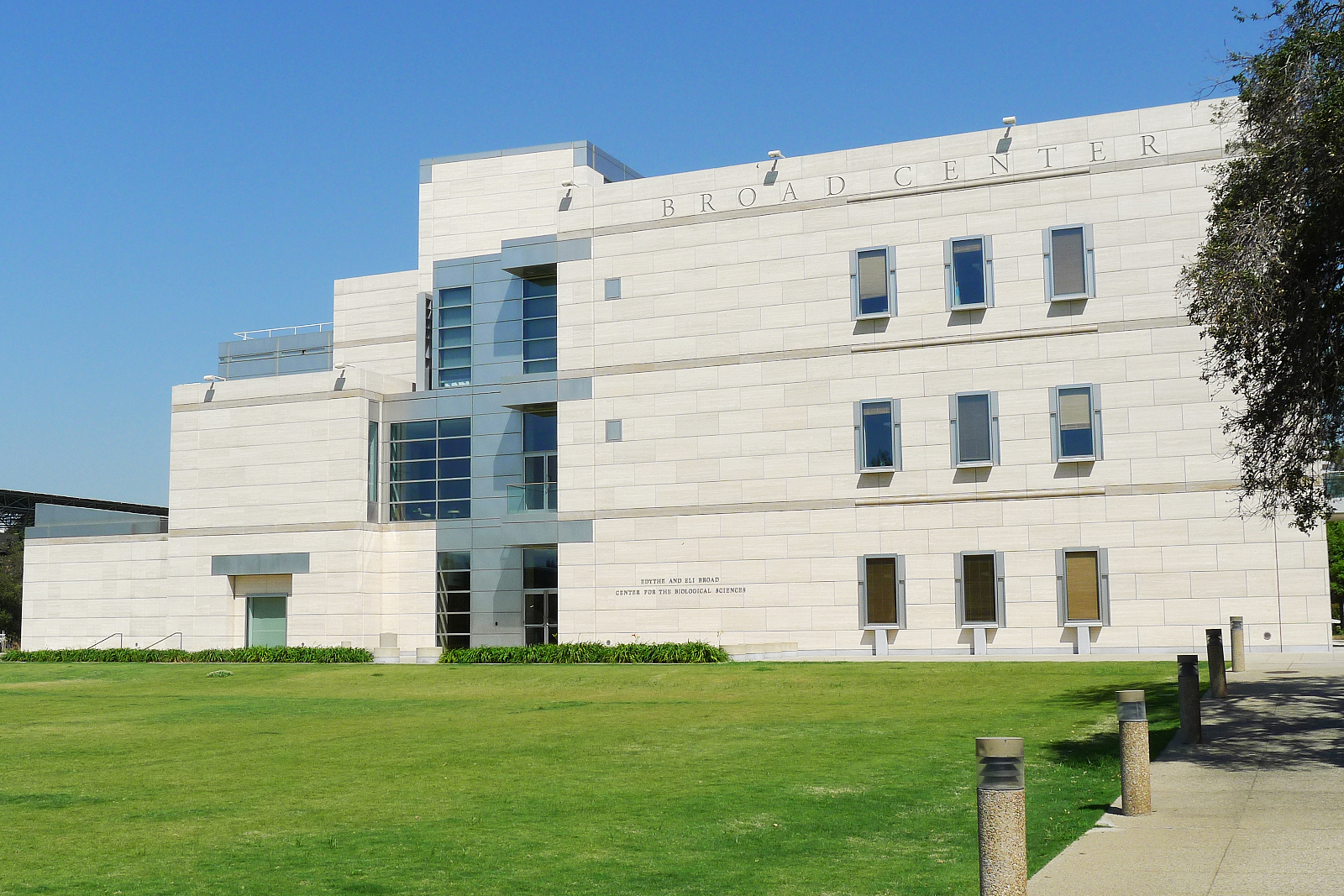
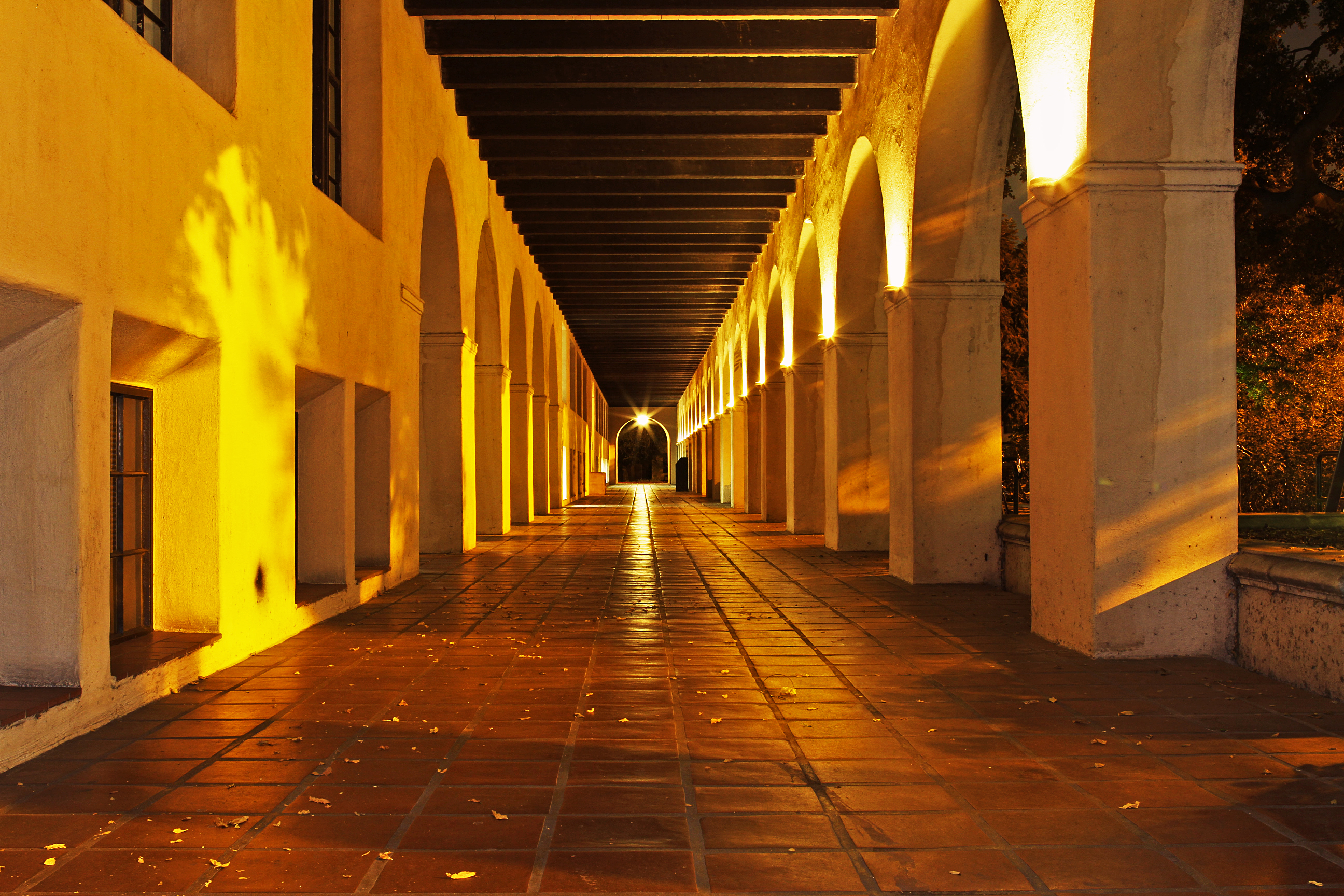
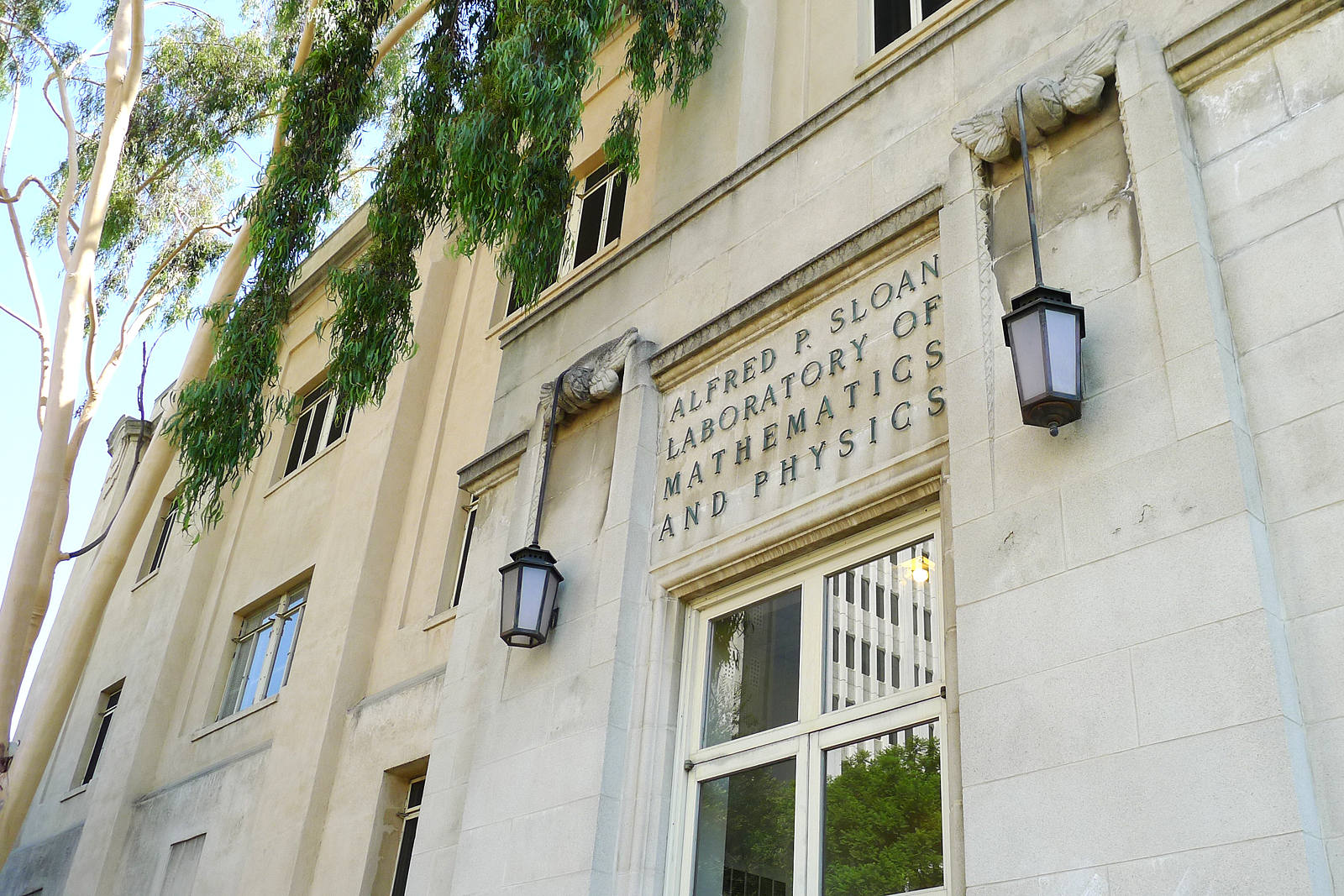
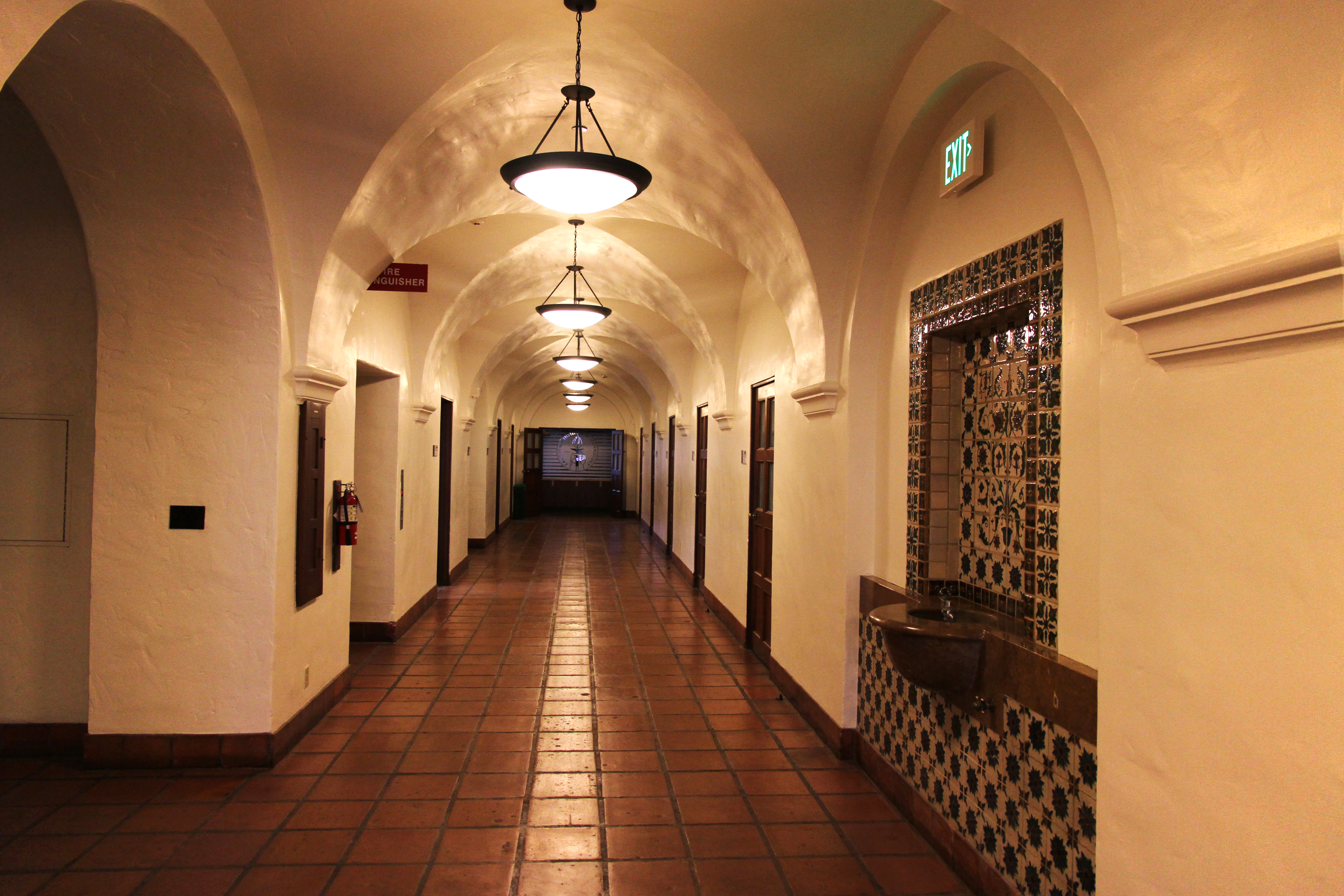
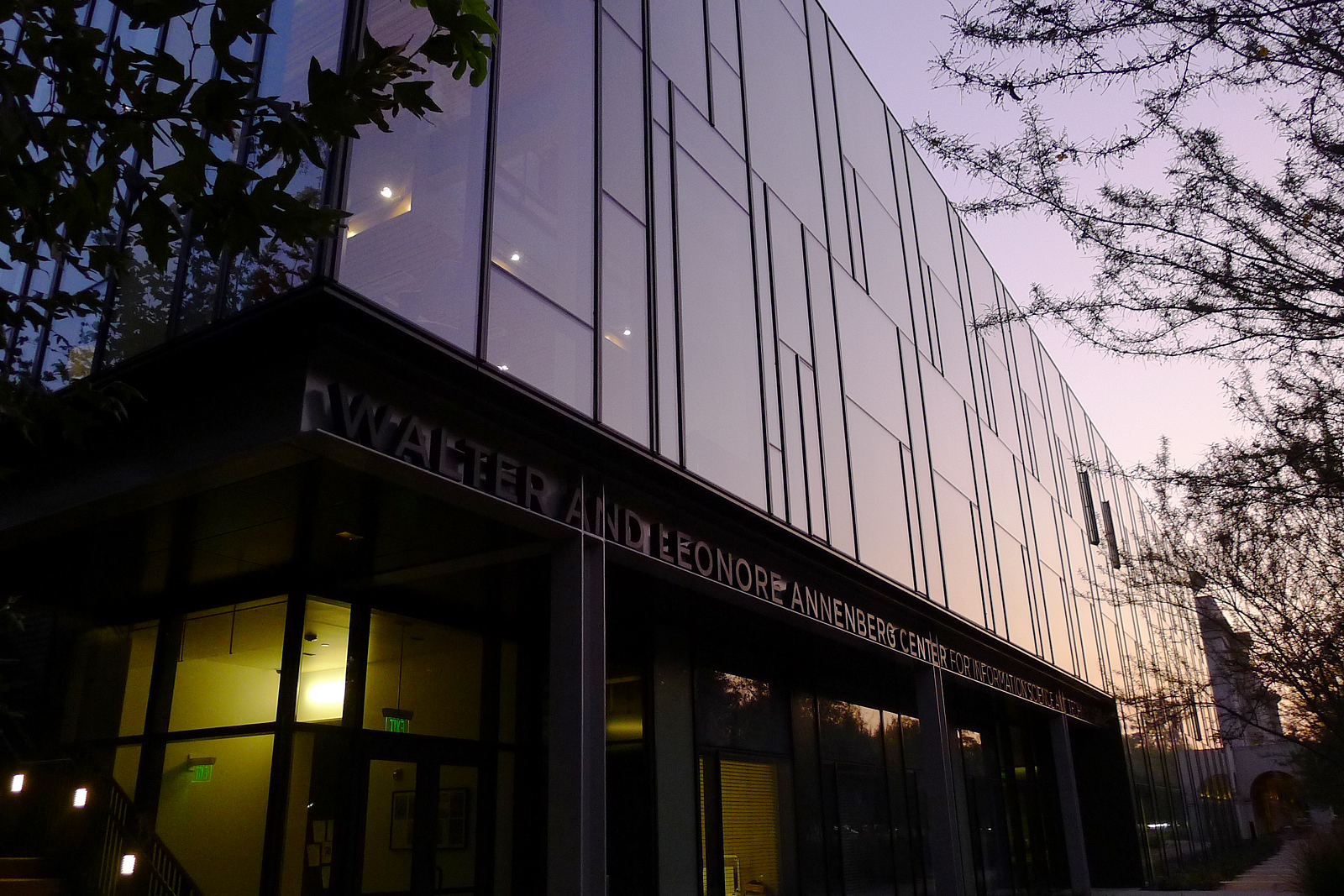
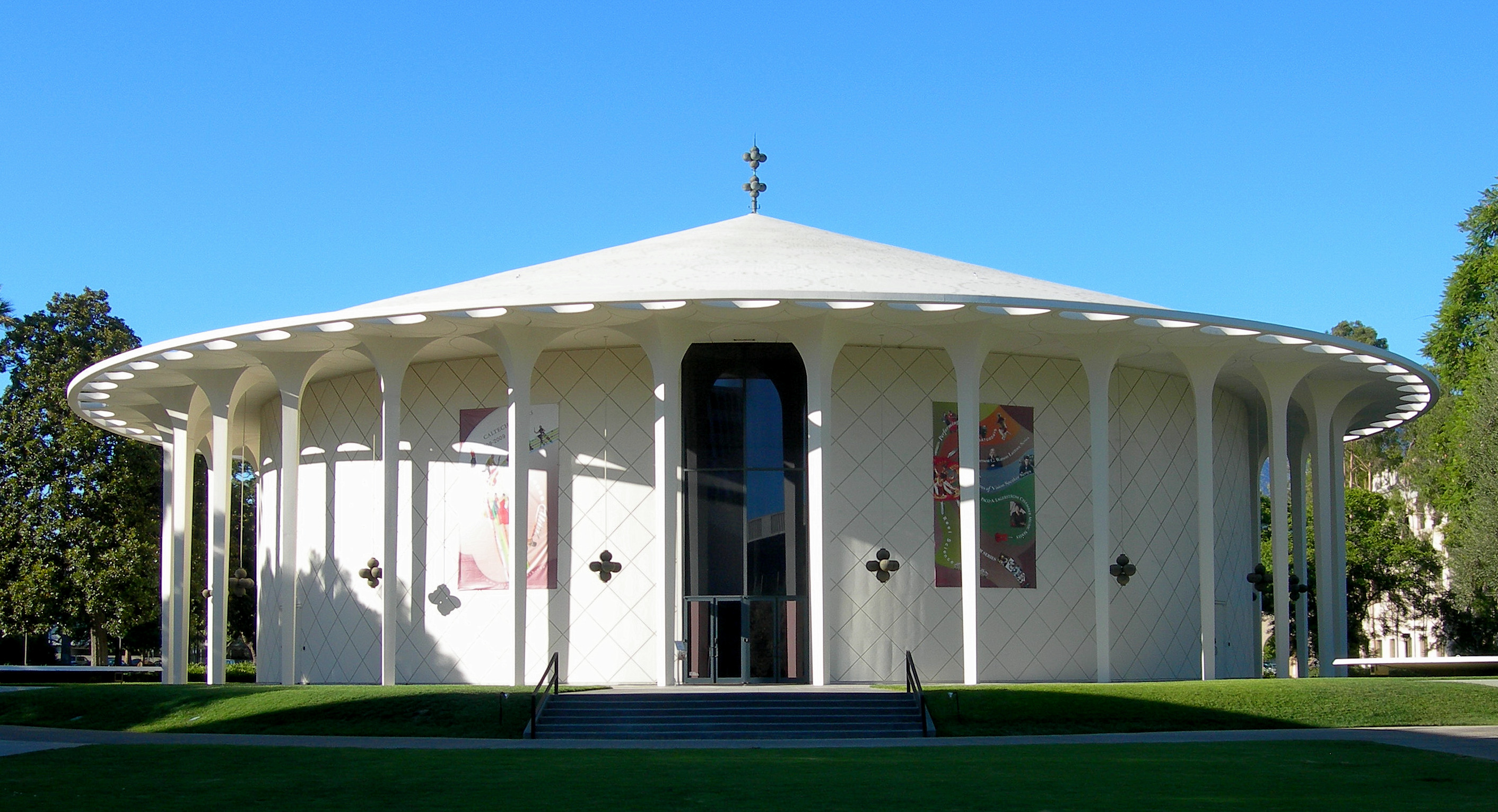
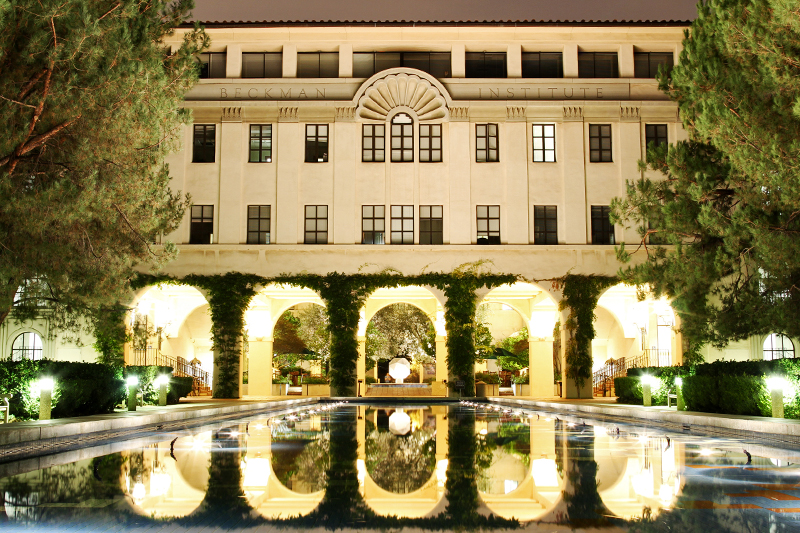
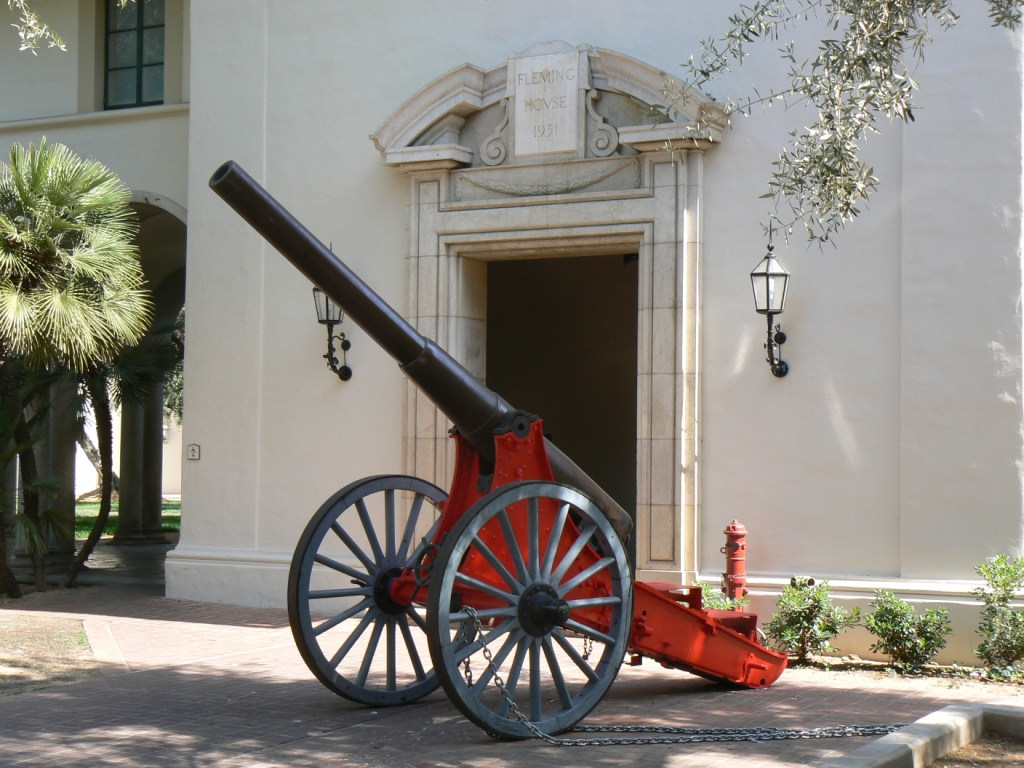
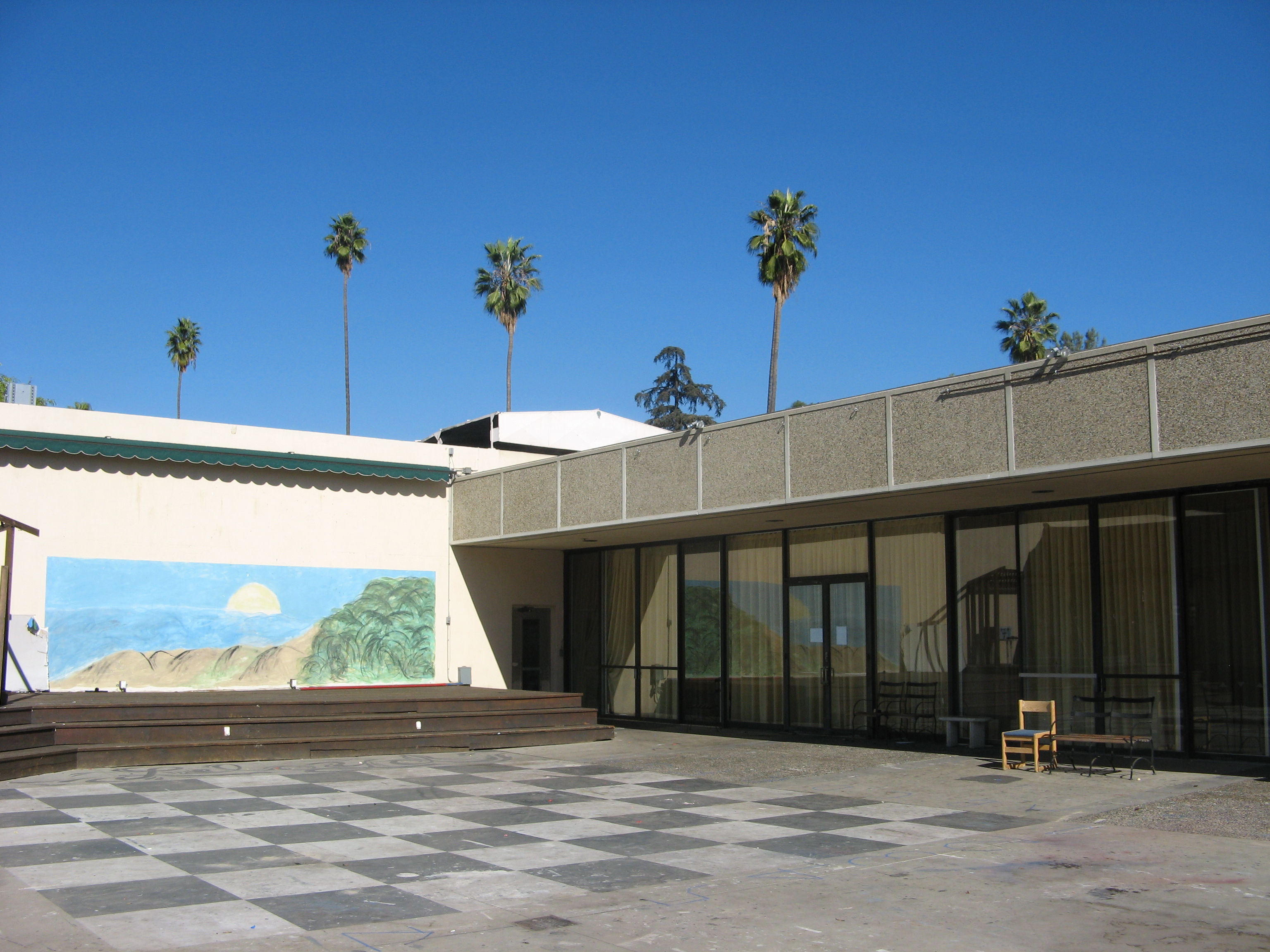
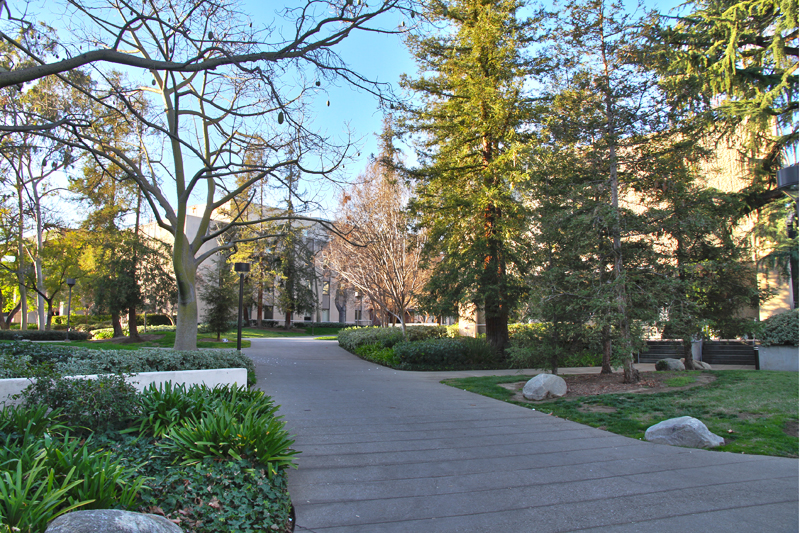

## 같이 보기
- 제트추진연구소